# 移動迷宮 (電影)
《移動迷宮》（英語：The Maze Runner）是一部2014年美國反烏托邦、科幻、動作及驚悚片，電影由韋斯·波爾執導，改編自詹姆士·達許納於2009年出版的同名小說。此電影為「移動迷宮系列」的第一輯，電影監製包括艾倫·戈德史密斯-維因、威克·戈弗雷、馬蒂·鮑恩（Marty Bowen）和李·史托曼（Lee Stollman），劇本則為諾亞·奧本海姆、TS·諾林與葛蘭·皮爾斯·邁爾斯（Grant Pierce Myers）負責，並由狄倫·歐布萊恩、卡雅·史葛拉迪奧、艾繆·艾敏、湯瑪士·桑格斯特、李起弘、威爾·普爾特以及派翠西婭·克拉克森主演。故事講述16歲少年湯瑪士（迪倫·奥布莱恩 飾）從一個生鏽的電梯中醒過來，記憶模糊並忘記了自己是何人，只是得知自己與一眾男孩被送往一個神秘的地方—錯綜複雜的迷宮中央，他們不斷試圖在變化多端的迷宮中尋找出路—同時在他們稱之為「迷宮幽地」的地方建立起一個正常運作的社會。
《移動迷宮》的計劃於2011年1月展開，當時福克斯電影工作室與廟山娛樂及TSG娛樂共同買下詹姆士·達許納小說的電影改編權。電影的主要拍攝於2013年5月13日在路易西安納州的巴頓魯治開始，並於2013年7月12日正式結束。
《移動迷宮》在美國由二十世紀福斯於2014年9月19日發行。影評人認為這部電影比較其他青少年小說改編成電影的拍得更好。電影的票房也相當成功，電影在其首映週末的票房為3,250萬美元，榮登該年9月份最高票房的第7位。電影對比它在3,400萬美元的製作預算，它在全球的票房收益共賺得超過$3.4億美元。
電影的續集《移動迷宮：焦土試煉》在2015年9月18日於美國上映，而第三輯亦是最後一輯續集的《移動迷宮：死亡解藥》於2018年1月26日上映。

## 劇情
青年湯瑪士（Thomas）從生鏽的地下電梯中醒過來，發現自己已經失憶，忘記了自己是何人。當電梯門打開的時候，他來到一個叫「迷宮幽地（Glade）」的陌生地方，那裡四周被高大的迷宮石牆包圍著，迷宮石牆外有一群鬼火獸（Griever）威脅著人們的性命，那是夜裡在迷宮裡游走致命的有機生物。迷宮內住着數十幾個男孩，他們在迷宮幽地的大草地上迎接他。迷宮幽地的男孩們已組成一個基本的小型社會，各人都負責專門的任務。男孩們的領袖艾爾比（Alby）說那裡每個男孩跟湯瑪士一樣，除了名字之外沒有其他記憶，也不知道自己為何會被送來這裡，他們最終都會想起自己的名字，但不會憶起自己的過去。電梯每個月都會送來一個新人及一些日常用品到那裡，而迷宫只有在白天才會開門，到了晚上就會關閉並移動內裡的位置。而男孩中只有飛毛腿（Runner）才能進入迷宫，他們必須在入夜前回來，否則就會被困於迷宫中，凡是被困在迷宮裡的人都不會活過一天。湯瑪士得知浩瀚的迷宮周圍可能是他們唯一的出路。
湯瑪士好不容易適應這裡的生活，也同時與迷宮幽地里年紀最小的男孩查克（Chuck）和迷宮幽地的副領袖紐特（Newt）結為朋友。一天，湯瑪士跟一名叫伽利（Gally）的男孩競逐飛毛腿的資格，期間突然記起他自己的名字：湯瑪士。翌日，湯瑪士被一名叫班（Ben）的男孩襲擊，原因是作為飛毛腿的他被鬼火獸刺傷中毒而變得神志不清，後來艾爾比告訴湯瑪士指班因此事注射了血清，但血清會讓人想起一部分進入迷宮前的記憶，可能是湯瑪士以對立的形式出現在他過去的記憶裡，所以才會攻擊湯瑪士。由於班攻擊湯瑪士違反了迷宮幽地的規定，以及班的情況無法治癒，所以他們只得在快將天黑時把班逼向迷宮，讓他在迷宮內裡自生自滅。後來，艾爾比與飛毛腿的隊長民豪（Minho）跟隨班的步伐進入迷宮，他們發現到迷宮開始發生變化，便在天亮時一起進入迷宮。結果艾爾比被迷宮裡的鬼火獸刺傷中毒，民豪急忙帶著艾爾比走回迷宮幽地，卻沒法及時趕上迷宮入口關閉前抵達。湯瑪士一心想著衝進迷宮為二人提供幫助，結果是三人一同被困在迷宮裡。晚上，湯瑪士和民豪在迷宮裡遇上鬼火獸，雙方發生激烈的追逐，湯瑪士靈機一閃的把鬼火獸引到關閉中的通道，導致它被壓死，讓三人順利撐過一晚。天亮後，三人順利逃出迷宮，但艾爾比卻嚴重中毒，神志不清，但打了解藥。湯瑪士因為活著回來加上沒有棄艾爾比和民豪於不顧，被指認為新的飛毛腿。
伽利聲稱湯瑪士危害了一眾青年人與鬼火獸之間的和平，並希望他受到懲罰，同時，電梯送來有史以來第一個女孩德瑞莎（Teresa），有一張紙條稱她是最後一個進入迷宮幽地的人。她認出湯瑪士，然而湯瑪士並不記得她。湯瑪士等男孩進入迷宮，並找到鬼火獸的屍體，他們從屍體內找到一個嗶嗶聲響的機械裝置。伽利再次聲稱湯瑪士危害了一眾青年人與鬼火獸之間的和平，並希望他受到懲罰，但副領袖紐特卻把湯瑪士列為飛毛腿。民豪基於之前的搜索，他向湯瑪士展示一個手工製作的迷宮模型，迷宮的編號按常規順序打開和關閉。湯瑪士意識到該裝置對應於迷宮的某部分。
那個叫德瑞莎的女孩身上有兩個充滿不明物質的注射器，其中一個用於艾爾比，使他從鬼火獸的襲擊中恢復過來，艾爾比醒來後恢復以前的記憶並提到以前認識湯瑪士。民豪和湯瑪士利用這個裝置再次進入迷宮，並發現可能的出口所在。然後，一道激光掃描兩人，出口就關閉了。激光所引發的陷阱幾乎把他們殺死，湯瑪士和民豪開始逃跑。當晚，迷宮入口並沒有隨夜色關閉，讓鬼火獸進入到迷宮幽地。鬼火獸在迷宮幽地進行大屠殺，男孩們作出奮力反擊或躲藏，艾爾比、克林特（Clint）、扎特（Zart）等幾個遇難。艾爾比在被鬼火獸抓走時，囑咐湯瑪士要帶大家逃離。
之後，因死了超過一半以上的人，伽利毆打湯瑪士，並指責他引發一切的事情。在艾爾比被抓走後，湯瑪士選擇用鬼火獸的毒針刺傷自己，試圖讓自己恢復記憶但暈倒，其他男孩替他注射了最後一支抗毒液。沒有意識的湯瑪士回憶起自己跟德瑞莎正為創建迷宮的組織W.C.K.D.（World In Catastrophe Killzone Experiment Department）工作；男孩們不知不覺地成為了一個實驗的測試對象。湯瑪士醒來之後把這些東西告訴紐特、民豪、查克和德瑞莎。湯瑪士後來跟德瑞莎透露，他們昔日為W.C.K.D.工作，並多年來一直研究這些男孩，但原因不明。
與此同時，伽利接手指揮並打算把湯瑪士和德瑞莎犧牲獻給鬼火獸以恢復和平。然而，幾個迷宮幽地的男孩組成一個群組並釋放他們。湯瑪士和德瑞莎與他們決定破解迷宮試圖尋找逃生出路，但伽利和一些人拒絕離開。當他們一路上跟鬼火獸戰鬥，傑夫（Jeff）與兩位男孩被殺。他們最終進入到一個滿佈屍體的實驗室。湯瑪士要德瑞莎和查克打開了門，不料還需要輸入有密碼。湯瑪士在情急之下突然想到民豪之前告訴他迷宮區位轉換的順序，德瑞莎也順勢解開了密碼，使所有的鬼火獸死亡。但剛剛的激鬥，也造成了很多人身亡。大門後面是一個通道，連接著實驗室。實驗室裡所有人被槍殺，湯瑪士點開螢幕上的訊息，在一段影片錄像中，一位名叫艾娃·佩吉（Ava Paige）的女人解釋說，世界已被一個巨大的太陽耀斑所摧毀，造成了數十億人死亡，還衍生出一種致命病毒的耀斑病變，而他們就是為了治癒的研究實驗對象，以試煉的方式來研究他們與普通人的差別，觀察他們的大腦反應。此時實驗室的人員被其他不同意進行實驗的反對者殺害，而拍下影片錄像的艾娃·佩吉也隨即開槍自殺。
在眾人準備要離開時，伽利突然帶著一把槍出現，他被鬼火獸蜇傷，神智不清的他堅持所有人必須留在迷宮裡。他瞄準了湯瑪士，但他被民豪的長矛刺穿胸腔，但挺身阻擋子彈的查克遭到致命一擊。查克把信物託付給湯瑪士，然後有一班蒙面的武裝人員衝進來，把他們帶到一架直升機上，悲痛的湯瑪士跟其他人隨部隊離開。直升機飛越一片廣闊的沙漠荒地，來到一個毀滅的城市。
最後，艾娃·佩吉沒有死，她指出實驗是成功的，並預言第二階段的試煉即將要開始......

## 演員
| 演員                                   | 角色                | 備註 |
| 狄倫·歐布萊恩 Dylan O'Brien            | 湯瑪士 Thomas       | 迷宮幽地新進者 性格善良，好奇心重，於泰瑞莎前進入幽地，後因殺了鬼火獸而加入「飛毛腿」，倖存者之一                                         |
| 凱亞·絲柯黛蘭莉歐 Kaya Scodelario      | 泰瑞莎 Teresa       | 迷宮幽地新進者 幽地中唯一的女性，倖存者中的一点红，最後一名被送入幽地的成員，倖存者之一                                                   |
| 艾繆·艾敏 Aml Ameen                    | 艾爾比 Alby         | 迷宮幽地領導人 踏上幽地的第一人，統領著幽地內的所有事務及制定規則，死於大屠殺，為最後一個大屠殺中被鬼火獸抓走的人                         |
| 湯瑪士·桑格斯特 Thomas Brodie-Sangster | 紐特 Newt           | 迷宮幽地副領導人。 性格冷静，艾爾比的代理人。                                                                                             |
| 李起弘 Ki Hong Lee                     | 民豪 Minho          | 迷宮幽地成員 「飛毛腿」小隊長，負責帶領小隊探索離開迷宮的路線，倖存者之一                                                                 |
| 威爾·普爾特 Will Poulter               | 伽利 Gally          | 迷宮幽地成員 「土木手」小隊長，對於湯瑪士的出現甚為反感，总是和湯瑪士作对                                                                 |
| 布雷克·庫珀 Blake Cooper               | 查克 Chuck          | 迷宮幽地成員 個性體貼，幽地中年紀最小的男孩死於伽利之手                                                                                   |
| 派翠西婭·克拉克森 Patricia Clarkson    | 艾娃·佩吉 Ava Paige | 迷宮幽地負責人 災後世界狙殺平臺實驗處處長，W.C.K.D.實驗領導人                                                                             |
| 德克斯特·達登 Dexter Darden            | 煎鍋 Frypan         | 迷宮幽地成員 幽地主廚，曾參與回收鬼火獸殘骸的行動，為倖存者之一                                                                           |
| 雅各·拉提摩 Jacob Latimore             | 傑夫 Jeff           | 迷宮幽地成員 「醫療手」成員，主要替「開膛手」包紮治療，在最後與鬼火獸對決時，為了救被鬼火獸壓在身上的民豪，衝出去一命換一命，被鬼火獸吃掉 |
| 克里斯·謝菲爾德 Chris Sheffield        | 班 Ben              | 迷宮幽地成員 隸屬「飛毛腿」。因遭感染無端攻擊湯瑪士，後為眾人放逐於迷宮                                                                   |
| 喬·阿德勒 Joe Adler                    | 札特 Zart           | 迷宮幽地成員 鬼火獸入侵幽地後的第一批犧牲者，為種植手小隊長，曾參與回收鬼火獸屍骸                                                         |
| 蘭德爾·康寧漢 Randall D. Cunningham    | 克林特 Clint        | 迷宮幽地成員 和傑夫同為「醫療手」，大屠殺中，在醫護室門口被鬼火獸拖走                                                                     |
| 亞歷山大·弗洛雷斯 Alexander Flores     | 溫斯頓 Winston      | 迷宮幽地成員 「開膛手」小隊長，倖存者之一                                                                                                 |
| 唐·麥克馬納斯 Don McManus              | 蒙面人 Masked Man   | 武裝士兵 和被救出的幽地成員們搭乘直升機離開                                                                                               |

## 製作

### 發展
在一個訪問中，導演韋斯·保表示他製作了一齣名為《廢墟（Ruin）》的3D末日幻想科幻電腦動畫短片，他打算以此進入荷李活。他把這個3D短片給二十世紀福斯，該工作室最初考慮了替短片進行電影改編，由於它跟他們已經計劃把《移動迷宮》小說帶到大銀幕，兩者有著相同的基調。後來韋斯·保獲得為改編電影執導的機會。

### 前期製作
生物設計師肯·巴塞爾梅（Ken Barthelmey）為電影設計了名為「鬼火獸（Griever）」的怪物。

### 選角
對於主角戴倫·奧拜恩，導演韋斯·保最初拒絕他的參與，韋斯·保回憶說：「戴倫實際上...我在早期就看到他，早就看到了他，我忽略了他。這是一個很大的學習經歷，我因為他的頭髮而忽略了他。他有一頭《少狼》的頭髮，我無法看見過去，而我們正在找我們的湯瑪士，這是一個很剛強的角色，因為他開始的時候是個男孩，離開的時候已是一個男人，所以他不能像壞蛋動作明星般出現於這部電影中。這是關於在最前面易遭攻擊的位置，然後他走出來並進入他自己的角色，然後下一部電影是關於他成為組群中的領導者。所以最終二十世紀福斯說：『我們只是做了《翻生求職黨》這部電影，這個孩子在那裡，他就像20歲。我們認為他有些東西（很特別），所以我看了他的錄像而那就像說『等等，我之前見過這個孩子。』我再上網看看他，那裡有一幀他的照片，照片上的他完全剃光了頭，這是一個看起來可愛和易受傷害的小孩，而我的反應就如『嘩，很有趣』。我說：「等一下，他很面善」，然後我回頭看看我們成千上萬的試鏡舊錄像，那裡有戴倫的。對於那個人我說『不是，絕對不是他。』所以我們把他帶回來，我們開始跟他談，我認為他是『有史以來最酷的傢伙』。」
對於德瑞莎的角色，導演韋斯·保的首選是凱亞·絲柯黛蘭莉歐，因為他在電視劇《皮囊》中很喜歡她，並認為她「太棒了」。布雷克·庫珀透過Twitter加入到電影中飾演查克（Chuck），韋斯·保說Twitter上很多孩子想成為查克（Chuck），庫珀經常偷聽韋斯·保，直到他告訴庫珀去把他的試鏡錄像交給他的選角導演，而庫珀的錄像讓韋斯·保留下了深刻的印象，並讓他試演。

### 拍攝
主要拍攝於2013年5月13日於路易斯安那州的巴頓魯治開始，至2013年7月12日正式結束。

### 原聲
原聲碟由約翰·帕薩諾作曲，整張原聲碟包括21首曲目並於2014年9月16日推出。

### 後期製作
電影於2014年6月完成。

## 發布
電影原訂於2013年10月5日發布，後來在2014年2月14日發布。2014年9月19日，這部電影在IMAX劇院上映。

### 市場

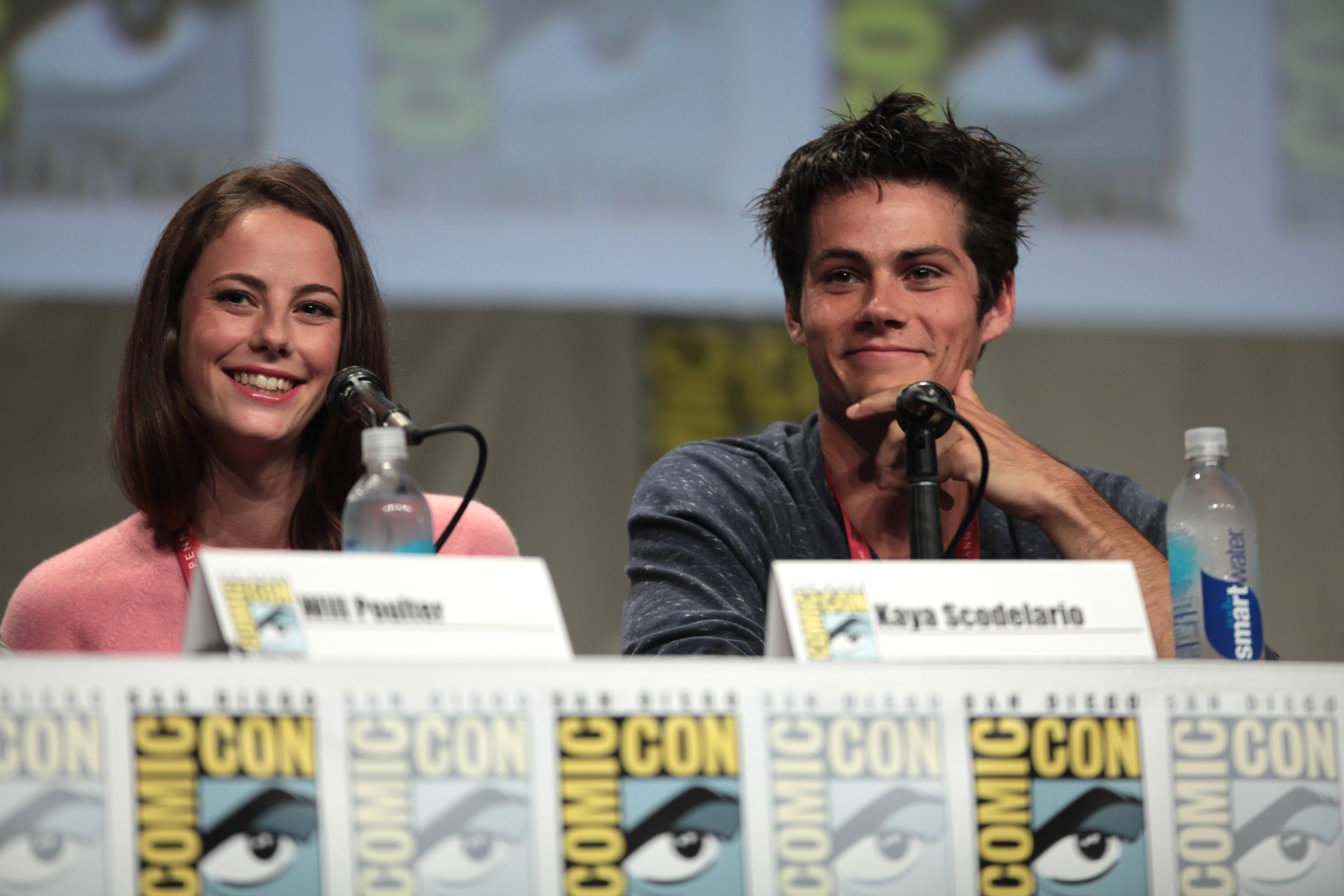
凱亞·絲柯黛蘭莉歐及戴倫·奧拜恩出席於2014年7月的聖地亞哥國際漫畫展一個電影分享小組。

2013年7月，電影公司發行了11個電影角色的卡片。
2014年1月，導演韋斯·保每周發布一個角色的肖像，直至電影的第一部預告片於2014年3月17日發布。20世紀福克斯在2014年4月16日開始展開一個病毒式的網站營銷活動，該活動是一個以達許納的同名小說裡的組織W.C.K.D為基礎，一眾主要角色的目標定於該處的網站，該網站的域名為wckdisgood.com。
2014年6月26日，戴倫·奧拜恩在Twitter上發文稱，原來的小說將會以電影海報作為新書封面重新發布。2014年7月29日，電影的第二輯預告片在雅虎電影上獨家發布。電影的受歡迎程度導致出現許多粉絲項目，當中最突出的是「迷宮飛毛腿聊天」，那是一個包括新聞資訊討論和偶爾演員採訪的播客。該播客由該系列的受歡迎粉絲網站MazeRunnerFans.com製作。

### 家庭影院
《移動迷宮》於2014年12月16日發布了電影的區域1的DVD及藍光光碟組合套裝，當中包括兩小時的額外功能以及獨家的漫畫書。

## 迴响

### 票房
北美方面，電影在首個周末收得$102,427,862美元，其他地區超過$245,800,000美元，全球合共賺得$348,300,000美元。
在美國和加拿大發行之前，票房分析師預計這部電影將得到票房的成功，其中包括有效的市場營銷、良好的口碑宣傳及穩固的發行日期。初步報告預計這部電影將在北美地區以超過$3,000至$3,200美元的價格開放。根據電影票銷售網站Fandango，《移動迷宮》成為最大的賣家，佔早期門票銷售額的50％以上。電影於2014年9月19日在美國和加拿大橫跨3,604個地點並超過350家IMAX影院發行。電影從周四晚上的活動中賺得110萬美元，並於開畫當天賺得$1,125萬美元。它在首映周末的收益高達3,250萬美元，列為票房榜首，其中的9％是來自IMAX影院。其開畫周末的收益是9月份發行的電影中的第七位，亦是青少年小說改編中最高票房的第18位。這部電影成為美國和加拿大的2014年最高收益的電影第26位。
在北美以外的地區，這部電影在北美地區發行前的一周於5個國家首映，並總計賺得830萬美元。這部電影在海外放映也有類似的成就，在第2個開畫週末上，電影從51個市場的7,547個影院中賺得$3,800萬美元。它在韓國開畫收得550萬美元，這比《飢餓遊戲》及《分歧者·異類叛逃》還要高。在英國、愛爾蘭和馬耳他，電影以340萬美元落後於《失蹤罪》，在中國大陆方面，電影落後於《忍者龜：變種新任務》的1,458萬美元。
台灣方面，首週三天票房為新台幣6650萬元；次週票房累計至新台幣1.47億元；第三週票房累計至新台幣1.94億元；第四週票房累計至新台幣2.18億元；第五週票房累計至新台幣2.33億元；最終全台票房為新台幣2.38億元。
電影成為了繼《阿凡達》及《變種特攻：未來同盟戰》之後，福克斯在馬來西亞有史以來最高票房的電影第三位。
| 上一届： 《露西》     | 2014年臺灣週末票房冠軍 第37-39周 | 下一届： 《》       |
| 上一届： 《危險行為》 | 2014年美国週末票房冠軍 第38周    | 下一届： 《伸冤人》 |
| 上一届： 《》         | 2014年香港一週票房冠軍 第37-39週 | 下一届： 《》       |

### 評價
《華爾街日報》表示，評論家們認為由於電影中的「精彩的演出和令人毛骨悚然的神秘氣氛」，使這部電影比大部分的青少年小說改編的電影來得更好。在爛番茄網站上，根據160個評論，電影得到65％的新鮮度，平均得分為6/10。該網站的共識指出：「憑藉強勁的演技，堅實的前提，和令人耳目一新的黑暗方式來敘述它的反烏托邦設定，《移動迷宮》從YA科幻歷險的擁擠領域中脫穎而出」。Metacritic網站上，根據34個評論的得分為56/100，表示「混合或平均的評價」。《CinemaScore》的觀眾調查中，在A+至F的評級中，這齣電影得到的評級為「A-」。
《新聞日》的拉夫·古斯曼（Rafer Guzman）給了這部電影3/4分，並形容它為「堅實，精心製作和具娛樂性」。《RogerEbert.com》的克里斯蒂·萊米爾（Christy Lemire）說她認為這部電影很耐人尋味的，她寫道：「它告訴我們一個我們認為自己以前聽過無數次的故事，但有一種令人耳目一新的不同語調與細節的程度」。《西雅圖時報》的索倫安德森（Soren Anderson）說這部電影「遠遠優於它小說的啟發」，並給予3/4的分數。《聖荷西信使報》的托尼·希克斯（Tony Hicks）表示「迷上了優秀演技的組合，耐人尋味的前提與引人入勝的佈景」。《澳洲廣播公司》的馬修·圖米（Matthew Toomey）給了這部電影A−的評級，其迷人的前提予以讚揚，說它「在整整兩個小時的播映期間，它保持了他的注意力」。《荷里活報道》的賈斯汀·羅威（Justin Lowe）說它是「始終如一地具吸引力」，而《綜藝電影評論》的艾拉·泰勒寫道：「隨著世界創作YA影片的發展，《移動迷宮》的低科技和妥善的故事情節驅動讓人感覺耳目一新」。
《華盛頓郵報》的米高·奧沙利文（Michael O'Sullivan）說：「移動迷宮揭開了一些謎團，但它旋轉得更多」，並給它3/4的評分。《紐華克明星總帳》的史提芬·威提（Stephen Whitty）寫道：「它確實留下讓你想看下一輯電影的希望，而這是少有的從YA的電影拉過來的一個特殊效果。」《我們有這覆蓋（We Got This Covered）》的艾薩克·費爾德伯格（Isaac Feldberg）授予該電影8/10顆星，並稱之為「黑暗、危險和不尋常的驚險」，同時讚譽它為「最吸引人的YA改編之一，在相當的一段時間裡在戲院裡上映。」《弗雷斯諾蜜蜂》的里克·本特利（Rick Bentley）稱讚導演韋斯·波爾的執導方向，說他「在薄薄但堅實的劇本與一流的動作之間創造了平衡 — 而他並不會浪費製作的框架。」《芝加哥太陽報》的比爾·域卡（Bill Zwecker）稱它為「一部演技精湛及智能驚悚片／未來主義科幻與節奏輕快的電影」。《紐約雜誌》的比奇·埃比裡說是「非常鉚接的」。《奧蘭治縣登記報》的米高·斯雷高給它一個B級，並說：「儘管韋斯·波爾很熟練的喚起各種幽閉恐怖症，無論在迷宮幽地的開放式監獄，或是迷宮裡的實際狹窄空間，他都能夠引發出戴倫·奧拜恩一觸即發的表現。」
《今日美國》的克勞迪婭·普格（Claudia Puig）說：「一齣科幻驚悚片設置在一個模糊的未來後世界末日啟示錄，它必須創建一個完全繪製了的宇宙來徹底地打動觀眾。然而感覺到《移動迷宮》只是部分形成」，故給它2/4分。《時代雜誌》的理查德·科利斯說：「就像尚-保羅·薩特《沒有退出主義》一樣，但那是更擁擠，和跟瓶裝睾酮的麝香放在一起那樣」。《格蘭特闌》網站的衛斯理·莫里斯說：「我認為我感到有一點大災變的感受 — 長時間接觸系列中的三至四部作品時會造成過多的睡意，而當中受尊敬的演員代表著反對受政府壓抑的青年叛變者」。《費城詢問報》的費史提分·雷亞在4分裡給此電影2.5分，並說：「這是個黯淡的生意，並隨著它爆破的急速發展和說明性的結論，電影也變得荒謬了。」《波士頓環球報》的影評人伊森·吉爾斯多夫說：「青少年應該吃掉這個幻想的場景，咀嚼焦慮與厄運，而生還與賦權成為了故事中的希望（這必然在續集裡待續）。」另外，有評論指故事不太完整、劇情虎頭蛇尾、且結局不太讓人滿意。

### 榮譽
| 年份 | 頒獎禮                              | 獎項                                  | 得獎者                         | 結果 |
| ---- | ----------------------------------- | ------------------------------------- | ------------------------------ | ---- |
| 2014 | 國際電影音樂評審協會（IFMCA）頒獎禮 | 最佳動作/冒險/驚慄電影之原創配樂      | 約翰·帕薩諾（John Paesano）    | 提名 |
| 2015 | MTV影視大獎                         | 最佳驚嚇表現                          | 戴倫·奧拜恩                    | 提名 |
| 2015 | MTV影視大獎                         | 最佳突破演出                          | 戴倫·奧拜恩                    | 獲獎 |
| 2015 | MTV影視大獎                         | 最佳英雄                              | 戴倫·奧拜恩                    | 獲獎 |
| 2015 | MTV影視大獎                         | 最佳打鬥                              | 戴倫·奧拜恩 與 威爾·普爾特     | 獲獎 |
| 2015 | Teen材大獎                          | 電影票選獎：動作片男演員/驚悚片男演員 | 戴倫·奧拜恩                    | 提名 |
| 2015 | Teen材大獎                          | 電影票選獎：動作片女演員/驚悚片女演員 | 卡雅·史葛拉迪奧                | 提名 |
| 2015 | Teen材大獎                          | Teen材大獎最佳動作片                  | Teen材大獎最佳動作片           | 提名 |
| 2015 | Teen材大獎                          | 電影票選獎：突出表現男星              | 湯瑪士·桑斯特                  | 提名 |
| 2015 | Teen材大獎                          | 電影票選獎：化學作用                  | 戴倫·奧拜恩 與 湯瑪士·桑格斯特 | 提名 |
| 2016 | 尼克頻道兒童票選獎                  | 最受歡迎小說                          | 詹姆士·達許納                  | 提名 |

## 續集
2013年10月11日，報導指二十世紀福克斯已購得第二部小說《移動迷宮：焦土試煉》的版權。劇本繼續由T·S·諾林撰寫，而導演韋斯·波爾共同監督劇本的工作。2014年7月25日，波爾在聖地亞哥國際動漫展上宣布，他們將於2015年3月至5月開始拍攝工作，電影於影院開畫時將會獲得成功。然而，在電影發行前的兩星期，二十世紀福克斯決定繼續推進第三輯的續集，並於2014年9月初在新墨西哥州開始電影的前期製作。電影團隊亦是用原班人馬和新增幾個新的角色：荷西、布蘭達、詹森以及亞里斯。據悉，埃丹·吉倫將會加入飾演詹森（鼠人"Rat-Man"），羅莎·薩拉查飾演布蘭達，雅各布·洛夫蘭飾演阿里斯·瓊斯，而吉安卡洛·伊坡托飾演豪爾赫·加拉拉加。《移動迷宮：焦土試煉》於2015年9月9日上映。
《移動迷宮系列》的第二部續集《移動迷宮：死亡解藥》繼續由T·S·諾林擔任編劇。2015年3月，導演波爾表示，若他能繼續執導的話，那第三集將不會被分拆成兩集發布。2015年7月9日，據透露《移動迷宮：死亡解藥》將於2016年2月開始拍攝，然而後來延遲至2016年3月才正式開始拍攝。電影先前計劃於2017年2月17日在美國上映，但期間因為戴倫·奧拜恩受傷的關係而延遲拍攝，使電影無法順利在原訂的日期推出。2016年5月27日二十世紀福克斯宣布，電影的上映日期更改為2018年1月26日。

## 外部連結
- 互联网电影数据库（IMDb）上《移動迷宮》的资料（英文）
- Box Office Mojo上《移動迷宮》的資料（英文）
- 爛番茄上《移動迷宮》的資料（英文）
- Metacritic上《移動迷宮》的資料（英文）
- AllMovie上《移動迷宮》的资料（英文）
- 開眼電影網上《移動迷宮》的資料（繁體中文）
- 时光网上《移動迷宮》的資料（简体中文）
- 豆瓣电影上《移動迷宮》的資料 （简体中文）